# Atromitos FC
O PAE Atromitos Atenas, ou simplesmente Atromitos (em grego: Α.Π.Σ. Ατρόμητος Αθηνών) é um clube de futebol da Grécia, situado na capital Atenas. O clube joga suas partidas no Estádio Peristeri, com capacidade para 8.000 pessoas. Sua cor é o azul escuro. O clube se encontra na primeira divisão do Campeonato Grego.

## História
O clube foi fundado em 1923 por um grupo de estudantes que desejavam formar um time com o nome de Atrómitos Gymnasticós Sillegós . Desde então, participou dos Campeonatos Regionais de Atenas, vencendo na temporada de 1927-28. Essa conquista o levou para a primeira edição do Campeonato Grego, onde ficou na última colocação (3º lugar) com apenas 1 ponto, atrás do Ethinikos Pireu e do campeão Aris Salônica. Essa foi a melhor colocação numericamente do Atromitos no campeonato.
O clube disputou a primeira divisão novamente na temporada de 1938-39, onde novamente ficou na lanterna (8º lugar.
Após 30 anos, a equipe retornou a elite na década de 70, onde permaneceu por 4 temporadas não consecutivas, mas nenhuma com boas colocações.
Na temporada de 1991-92 participou da Copa da Grécia, sendo eliminado na primeira rodada (Semi-Finais).
Em 2005 o clube se fundiu com o AO Chalkidona e virou o PAE Atromitos Atenas.
Na temporada de 2005-06, voltou a primeira divisão e teve sua melhor colocação em proporção. Ficou em 7º colocado com 42 pontos (O campeonato tinha 16 times). Essa colocação o levou à Copa da UEFA de 2006-07, onde foi eliminado logo na primeira fase pelo Sevilla, perdendo de 2 a 1 em casa e de 4 a 0 fora. O Sevilla viria a ser o campeão da competição naquele ano. Essa foi a única participação em competições internacionais do time.

## Títulos
| NACIONAIS | NACIONAIS                          | NACIONAIS | NACIONAIS         |
|           | Competição                         | Títulos   | Temporadas        |
| --------- | ---------------------------------- | --------- | ----------------- |
|           | Campeonato Grego - Segunda Divisão | 2         | 2002/03 e 2008/09 |